# Budajenő Árpád-kori temetőkápolnája
Budajenő ma is álló legrégebbi épülete – a település egykori középkori temploma – ma római katolikus temetőkápolna (Szent Mihály-templom).
A falu északkeleti dombján emelkedő, 2007-ben helyreállított, kora gótikus, csúcsíves, támpilléres építményt az Árpád-korban állították. A sekrestyeajtó feletti,  Árpád-házi Szent Erzsébetet és apját II. Andrást ábrázoló román stílusú kőfaragvány a 12. században készülhetett. A templomhoz közel egy 19. századi német temető elhagyott, elhanyagolt maradványai láthatók.

## Képgaléria

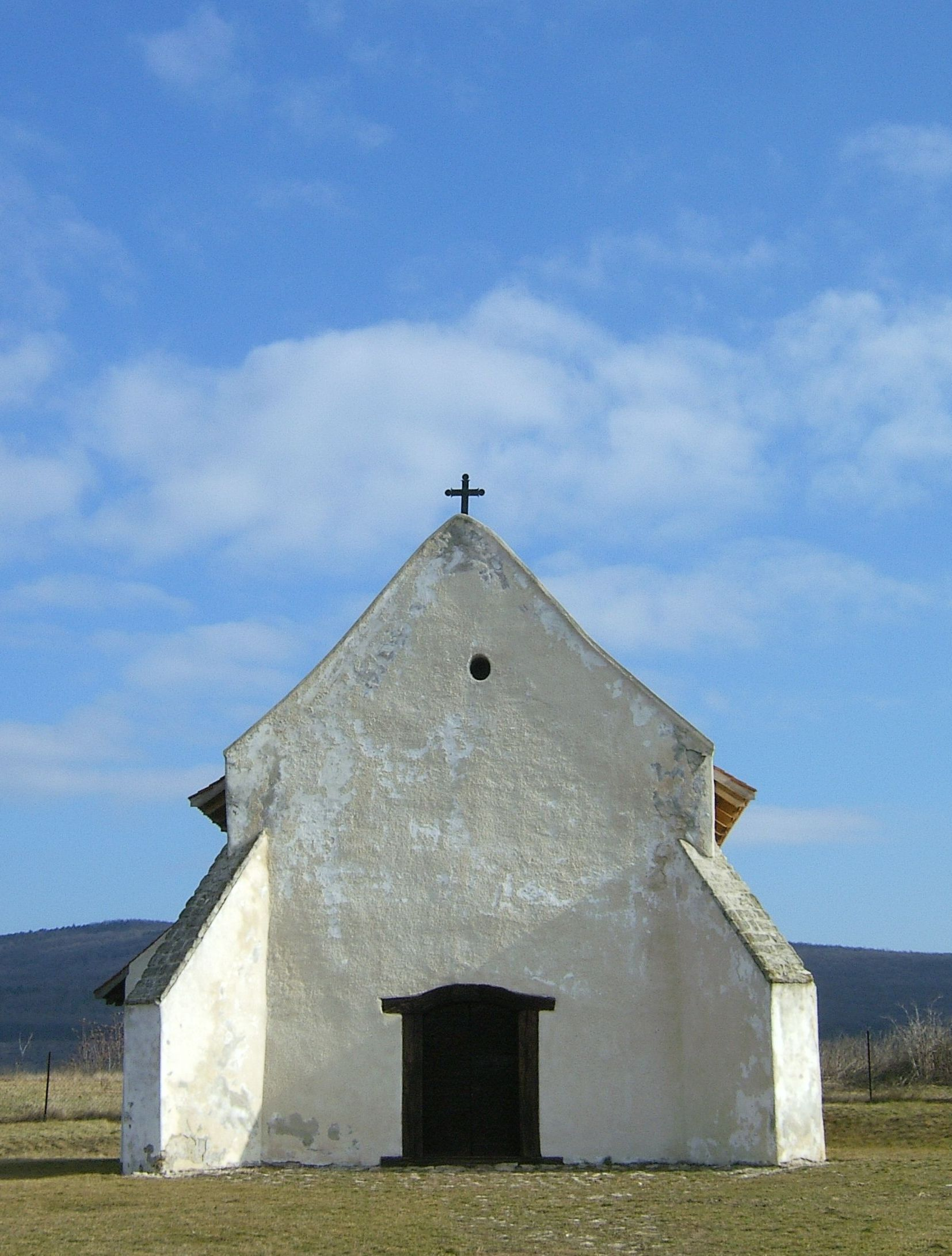
Budajenő temetőkápolnája
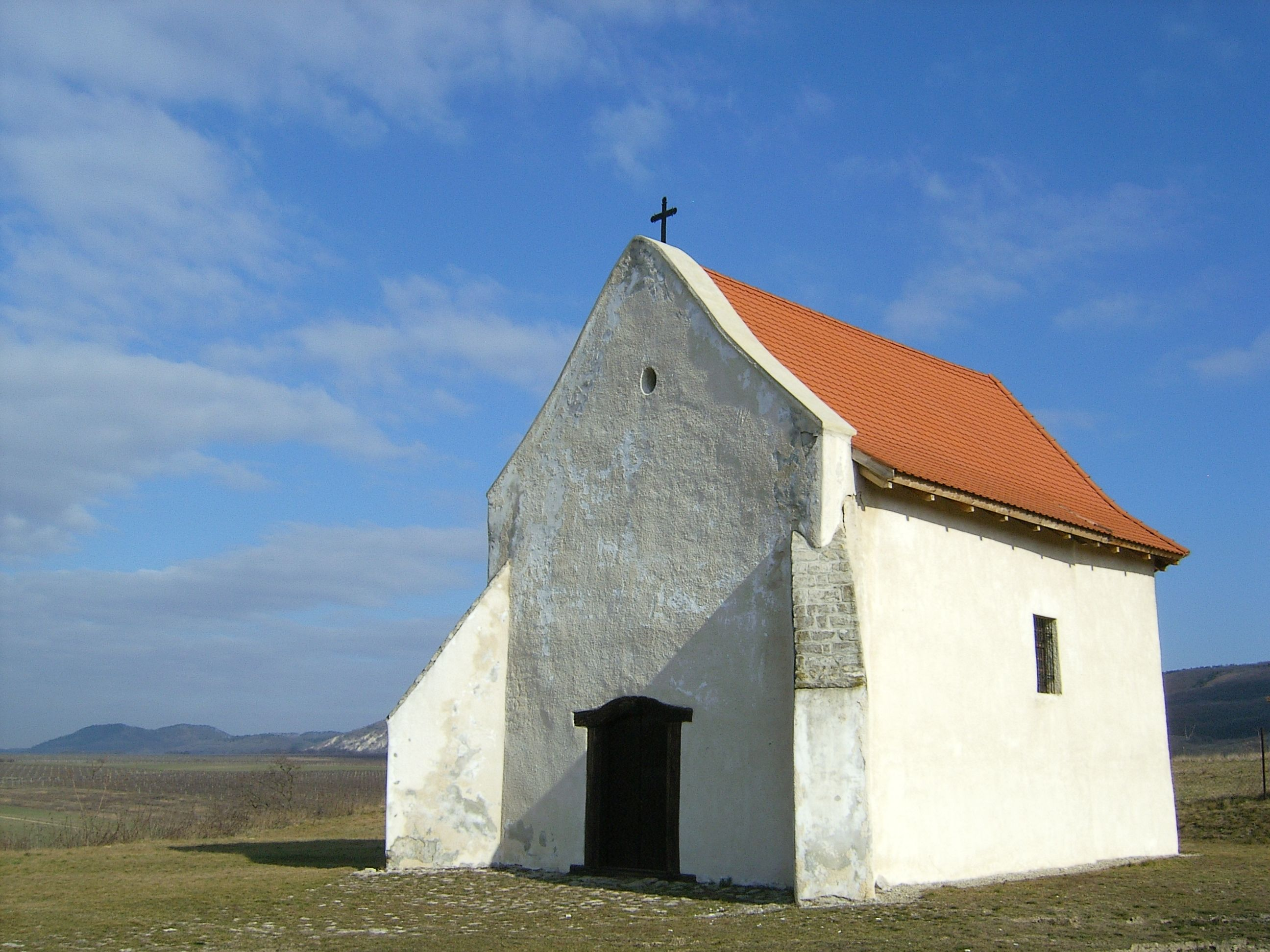
Budajenő temetőkápolna
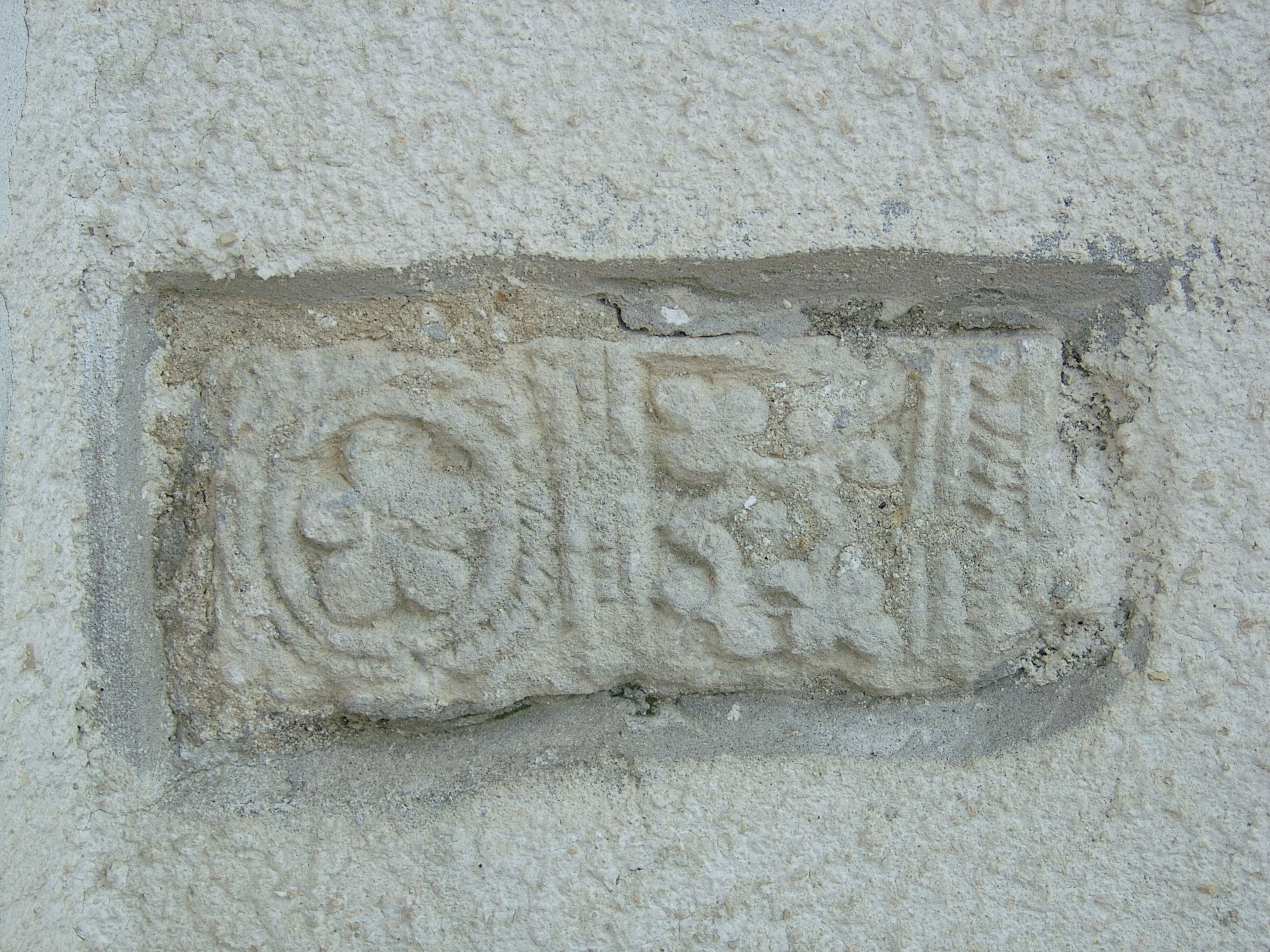
Budajenő díszítő motívum
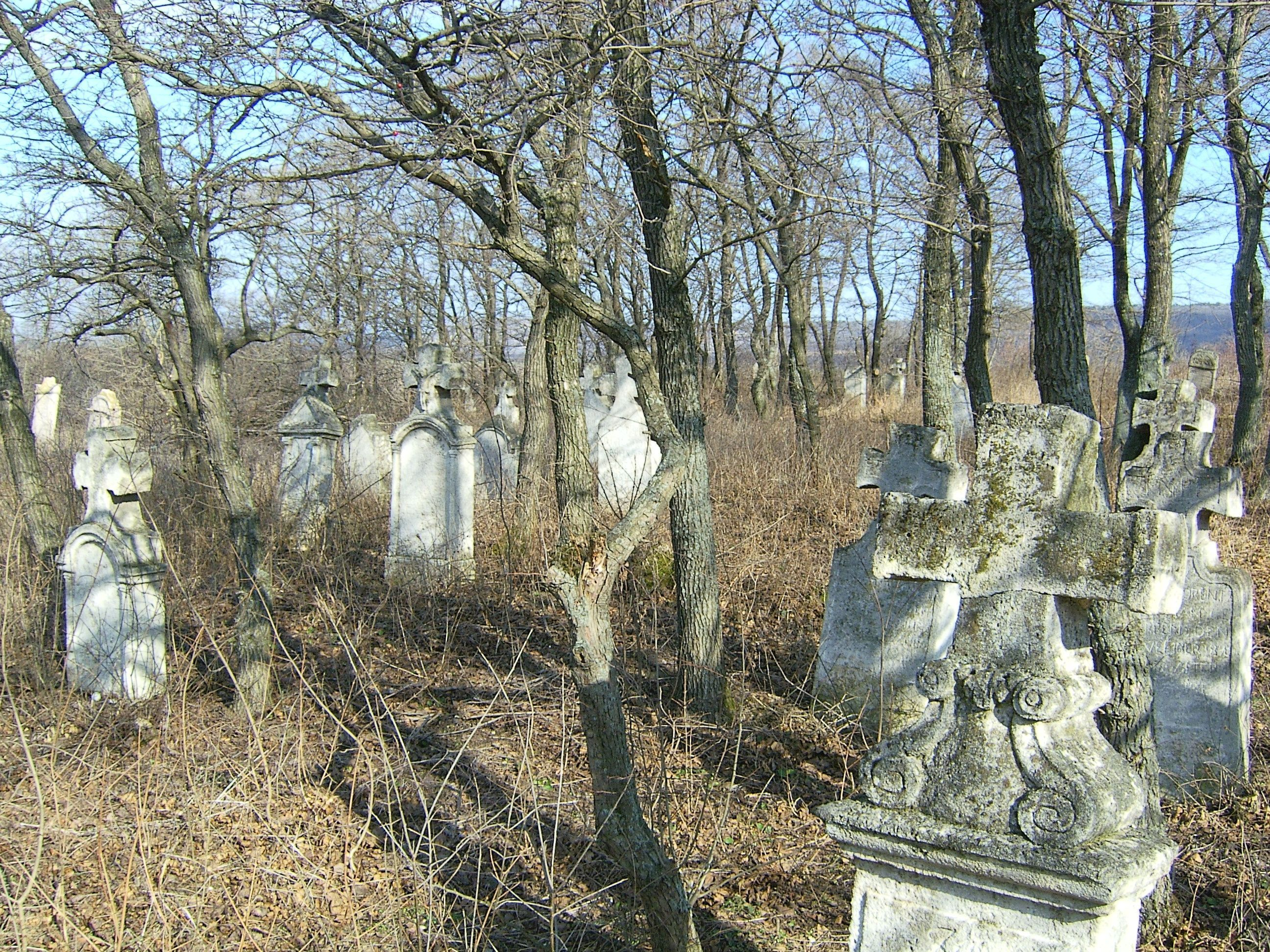
Budajenő német temető
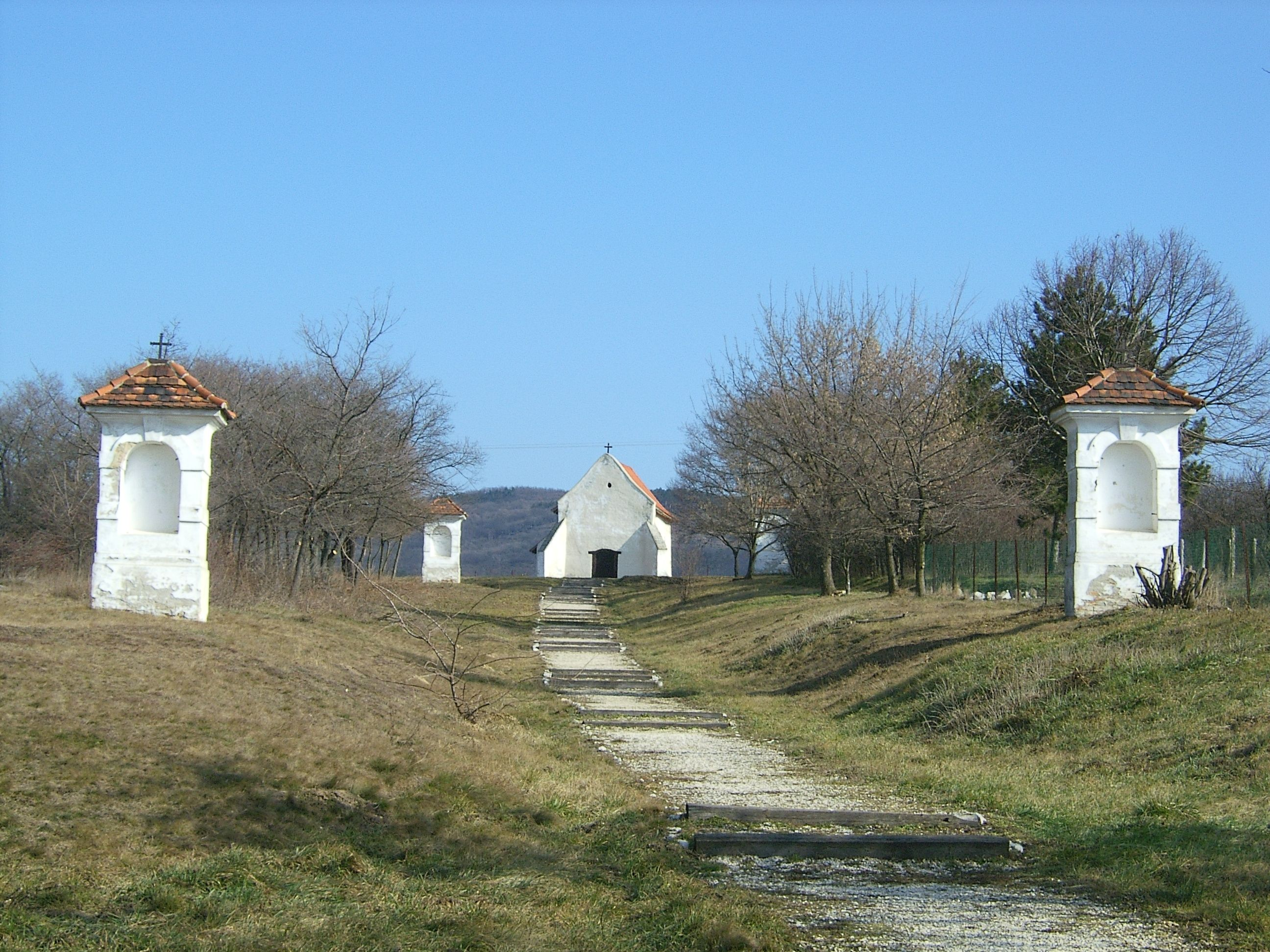
Budajenő kálvária domb